# Coccygodes eugeneus
Coccygodes eugeneus är en stekelart som först beskrevs av Tosquinet 1896.  Coccygodes eugeneus ingår i släktet Coccygodes och familjen brokparasitsteklar. Inga underarter finns listade i Catalogue of Life.